# Just Cabot i Ribot
Just Cabot i Ribot (Barcelona, 4 de maig de 1898 - París, 25 de febrer de 1961) fou un escriptor i periodista català.

## Biografia
Just Joaquim Jaume Cabot i Ribot va néixer a Barcelona el 4 de maig de 1898, fill de Josep Cabot i d'Anna Ribot, tots dos de Barcelona. Va treballar com a redactor de La Publicitat i de L'Esport Català, i va ser director de la revista cultural Mirador. Entre les seves obres, destaquen estudis sobre Alí Bei, notes sobre Balzac, Stendhal o D'Annunzio i traduccions de H.G. Wells, Stevenson, Joseph Kessel, Stendhal o Giacomo Casanova.

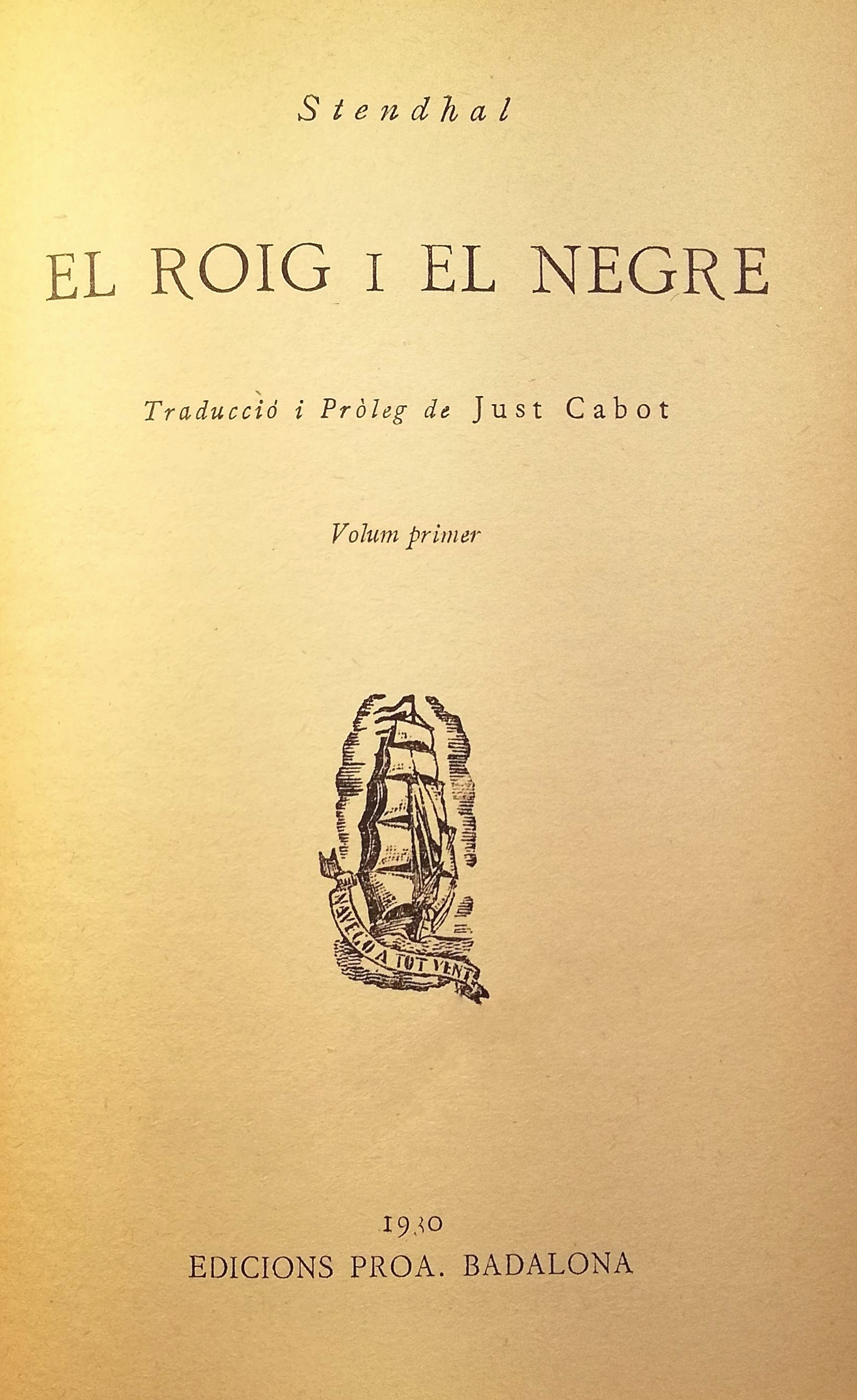
Just Cabot va traduir, entre altres obres, El Roig i el Negre (Le Rouge et le Noir) de Stendhal, publicada a Badalona l'any 1930.

Cabot va estar vinculat a l'Ateneu Barcelonès, institució que conserva part de la seva biblioteca, que fou confiscada pels falangistes un cop es va haver exiliat a París. Es va exiliar el 1939 i el 1952 es va casar en aquesta ciutat amb Rosita Castelucho, filla d'un català, Emili Castelucho i Diana, emigrat a França a començaments del segle xx, qui regentava la llibreria Castelucho. Rosita havia nascut a la capital francesa el 1903. Just Cabot va regentar una llibreria i va ser col·laborador de la Revista de Catalunya.
El seu biògraf, Valentí Soler, va publicar el 2008 El periodisme silenciat: Just Cabot, un llibre que recull part del seu llegat (concretament, tres cintes dictades pel mateix Cabot i que va lliurar, dies abans de morir, a la seva muller, Rosita Castelucho) i on expressa part del seu pensament. Són també d'interès per conèixer aspectes de la seva biografia, les cartes que va intercanviar durant l'exili, amb personatges com Lluís Capdevila i Vilallonga i Josep Maria de Sagarra.
Cabot es pot considerar bibliòfil, ja que aconseguia llibres difícils de trobar, encarregats pels seus amics. A París va obrir la llibreria Mirador, homònima de la revista cultural que ell mateix dirigí.
Va morir a la capital francesa el 25 de febrer de 1961 i fou sebollit al cementiri de Montparnasse, al panteó de la família de la seva esposa, els Castelucho. Des del 2017, el seu fons es conserva a l'Arxiu Montserrat Terradellas i Macià, custodiat al Monestir de Poblet.